# محمد المنهالی
محمد برغش (انگلیسی: Mohammed Barqesh؛ زادهٔ ۲۷ اکتبر ۱۹۹۰) بازیکن فوتبال اهل امارات متحده عربی است.